# Kvalmsö naturreservat
Kvalmsö är en ö och ett naturreservat i Ronneby kommun i Blekinge län.
Området är naturskyddat sedan 1986 och har en areal på 174 hektar, varav 66 hektar land. Det är beläget sydväst om Listerby och består av en skärgårdsö med ett välbevarat äldre kulturlandskap och täta blandskogar.

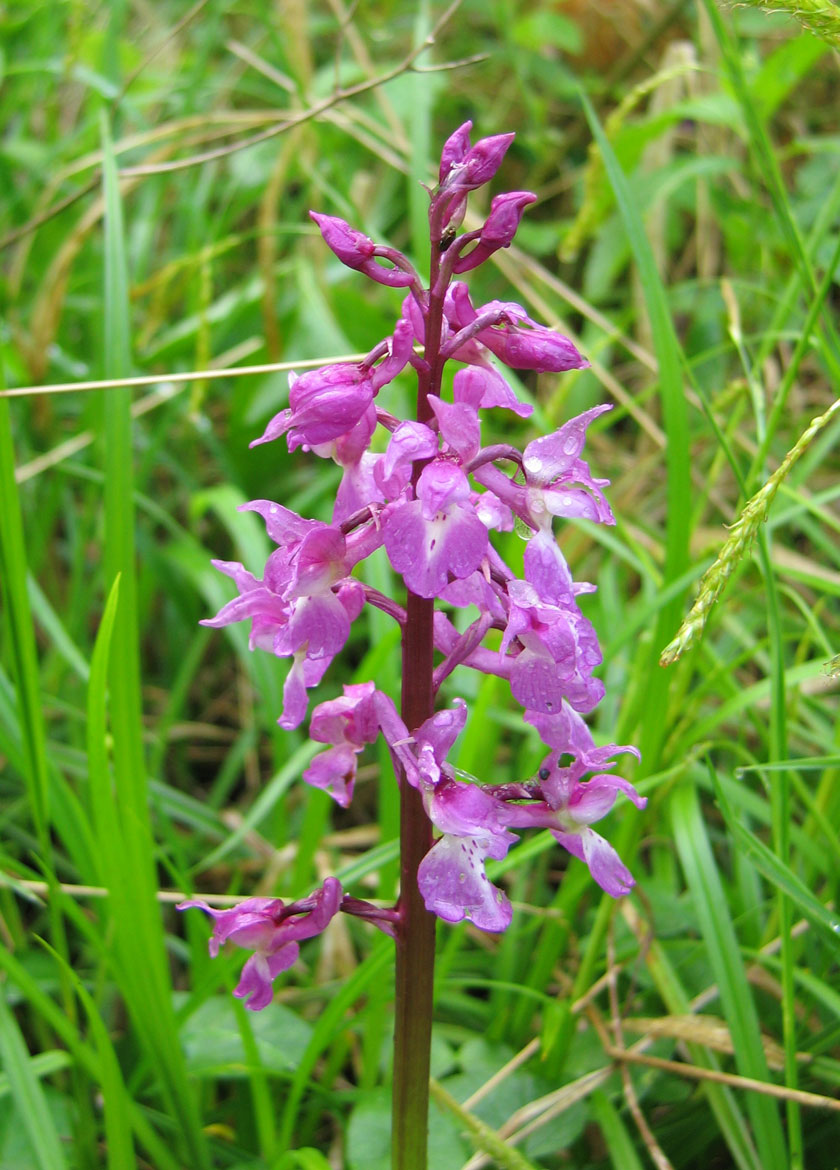
Orkidén Sankt Pers nycklar förekommer på Kvalmsö

På öns östra del växer grandominerad naturskog och ädellövskog med bl.a. ek och avenbok. På Kvalmsöns västra del finns hällmarker, torrängar, strandängar och ett betespräglat kulturlandskap.
På öns sydvästra del ligger en gård. Där finns gamla ängsmarker och områden som tidigare varit uppodlade. Dessa marker hålls nu öppna genom bete och röjning. Där kan man även se stenmurar och odlingsrösen.
Längst i väster finns naturliga badvikar och badklippor.
Naturreservatet ingår i EU:s ekologiska nätverk, Natura 2000.